# Назриев, Хайрулло
Хайрулло Назриев (род. 24 июля 1972 или 24 июля 1962, Куляб) — таджикский самбист и дзюдоист, бронзовый призёр соревнований по дзюдо летних Азиатских игр 1994 года в Хиросиме, серебряный призёр розыгрышей Кубка мира 1996 и 1998 годов, серебряный (1993) и бронзовый (1997) призёр чемпионатов мира по самбо, участник летних Олимпийских игр 1996 года в Атланте.
По самбо выступал во второй средней весовой категории (до 90 кг). На Олимпиаде выступал в полутяжёлой весовой категории (до 95 кг). В первой же схватке уступил итальянцу Луиджи Гвидо и выбыл из дальнейшей борьбы за медали.
До 2018 года являлся председателем Федерации самбо Таджикистана.